# Alfred Russel Wallace
Alfred Russel Wallace OM FRS (8 tháng 1 năm 1823 - 7 tháng 11 năm 1913) là nhà tự nhiên học, nhà thám hiểm, nhà địa lý, nhà nhân chủng học, nhà sinh vật học và nhà phác họa người Anh. Ông nổi tiếng vì đã độc lập khám phá ra tiến hóa bằng con đường chọn lọc tự nhiên; bài báo của ông về chủ đề này đã được xuất bản chung với một số bài viết của Charles Darwin vào năm 1858. Điều này đã thúc đẩy Darwin xuất bản tác phẩm Nguồn gốc các loài.
Wallace nghiên cứu ở nhiều nơi trên thế giới, ban đầu ở đồng bằng sông Amazon và tiếp đến là quần đảo Mã Lai, nơi đây ông phát hiện ra đường Wallace chia quần đảo Indonesia thành hai phần khác biệt về sinh học, trong đó có nhiều loài động vật có quan hệ mật thiết với động vật ở Australia, và một số loài có nguồn gốc từ châu Á. Ông được coi là chuyên gia hàng đầu của thế kỷ 19 về sự phân bố địa lý của các loài động vật và đôi khi người ta gọi ông là "cha đẻ của địa sinh học".
Wallace là một trong những nhà tư tưởng hàng đầu của thế kỷ 19 và đã có những đóng góp vào sự phát triển của học thuyết tiến hóa bên cạnh người đồng phát hiện ra sự chọn lọc tự nhiên. Đó là khái niệm về cảnh báo màu sắc (warning colouration) ở động vật, và hiệu ứng Wallace, một giả thuyết về quá trình chọn lọc tự nhiên đã đóng góp như thế nào vào phát sinh loài (speciation) bằng củng cố sự phát triển các rào cản chống lại lai hóa.
Wallace đã bị thu hút mạnh mẽ bởi những ý tưởng độc đáo. Sự ủng hộ của ông cho Chủ nghĩa tinh thần và niềm tin vào nguồn gốc phi vật chất ở những năng lực tư duy của con người đã giới hạn các mối quan hệ của ông với cộng đồng khoa học, đặc biệt với những người đề xướng ban đầu của thuyết tiến hóa. Ngoài nghiên cứu khoa học, ông cũng là một nhà hoạt động xã hội với những phê phán về bất công trong xã hội cũng như hệ thống kinh tế trong thế kỷ 19 ở Anh. Mối quan tâm của ông về địa sinh học đã khiến ông trở thành một trong những nhà khoa học đầu tiên đề cập đến những tác động của môi trường đến hoạt động của con người. Wallace đã viết nhiều tác phẩm khoa học cũng như về các vấn đề xã hội; bao gồm những nghiên cứu của ông trong các hành trình thám hiểm tại Indonesia và Malaysia, tác phẩm The Malay Archipelago, là một trong những bài báo phổ biến và ảnh hưởng nhất trong lĩnh vực khoa học khám phá được công bố trong thế kỷ 19.

## Tiểu sử

### Tuổi nhỏ

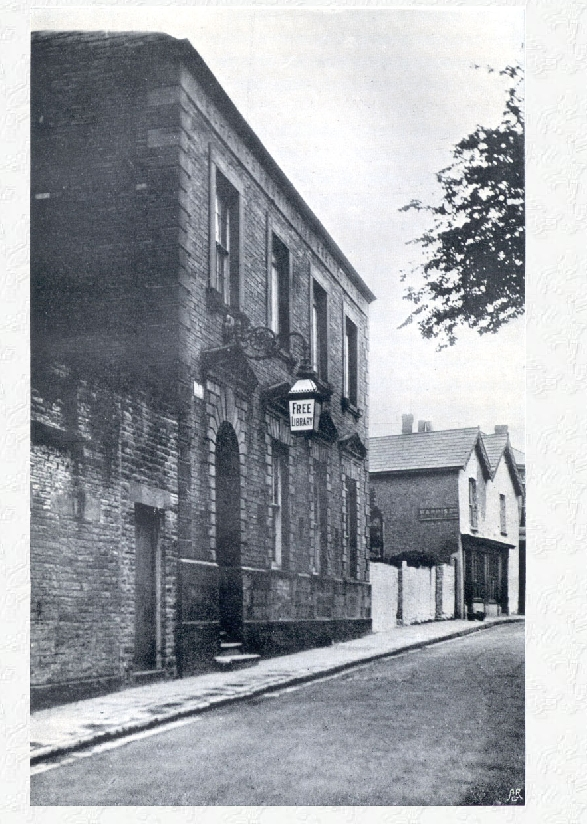
Bức ảnh từ tự thuật của Wallace chụp tòa nhà mà Wallace và người anh em John đã thiết kế và xây dựng cho Viện cơ học ở Neath.

Wallace sinh ở làng Welsh thuộc Llanbadoc, gần Usk, Monmouthshire. Ông là người con thứ bảy trong tám người con của ông bà Thomas Vere Wallace và Mary Anne Greenell. Thomas Wallace có nguồn gốc Scotland. Gia đình ông, cũng như những gia đình mang họ Wallace ở Scotland, cho rằng họ là hậu duệ của William Wallace, người lãnh đạo nhân dân Scotland trong Chiến tranh độc lập Scotland ở thế kỷ 13. Thomas Wallace có bằng luật nhưng ông chưa bao giờ hành nghề này. Ông đã thừa hưởng một số tài sản phát sinh từ lợi tức kinh doanh của gia đình, nhưng dần dần kết quả kinh doanh đầu tư bị thua lỗ khiến cho tài chính của gia đình ông sa sút. Mẹ ông xuất thân từ gia đình trung lưu Anh từ Hertford, phía bắc Luân Đôn. Khi Wallace 5 tuổi, gia đình ông dời đến Hertford. Tại đây ông học trường tiểu học Richard Hale cho đến khi những khó khăn về tài chính buộc ông phải bỏ học năm 1836.

## Dẫn chứng
1. ↑  Smith, Charles H. "Responses to Questions Frequently Asked About Wallace: Was Wallace actually a Welshman, as seems to be increasingly claimed?". The Alfred Russel Wallace Page hosted by Western Kentucky University. Bản gốc lưu trữ ngày 9 tháng 5 năm 2008. Truy cập ngày 20 tháng 1 năm 2008.
2. ↑  Smith, Charles H. "Alfred Russel Wallace: Evolution of an Evolutionist Introduction". The Alfred Russel Wallace Page hosted by Western Kentucky University. Bản gốc lưu trữ ngày 18 tháng 2 năm 2009. Truy cập ngày 27 tháng 4 năm 2007.
3. ↑  Wilson The Forgotten Naturalist p. 1.
4. 1 2  Smith, Charles H. "Alfred Russel Wallace: A Capsule Biography". The Alfred Russel Wallace Page hosted by Western Kentucky University. Bản gốc lưu trữ ngày 5 tháng 4 năm 2007. Truy cập ngày 27 tháng 4 năm 2007.
5. ↑  Wilson pp. 6–10.

### Liên kết wiki
Tư liệu liên quan tới Alfred Russel Wallace tại Wikimedia Commons
 Trích dẫn liên quan tới Alfred Russel Wallace tại Wikiquote
- "Wallace, Alfred Russel" . Encyclopædia Britannica (ấn bản thứ 11). 1911.